# Juan de Garchitorena de Carvajal
Juan de Garchitorena de Carvajal, (Manila, 24 de març de 1898 - Santa Bàrbara, Califòrnia, 27 de juny de 1983) fou un futbolista, i actor de cinema conegut com a Juan Torena, filipí, d'ancestres bascos, malgrat durant molts anys es pensà que era argentí.

## Trajectòria
És el primer cas conegut d'un jugador amb passaport fals, protagonista del que fou anomenat cas Garchitorena. Ingressà al FC Barcelona l'any 1916 i disputà el Campionat de Catalunya de la temporada 1916-17. Després d'un partit que el Barcelona guanyà l'Espanyol per 3-0, el conjunt blanc-i-blau impugnà el partit per alineació indeguda. Aquells anys estava prohibida l'alineació de jugadors estrangers i la Federació Catalana donà la raó a l'Espanyol. Garchitorena continuà disputant partits amistosos amb el club fins a final de temporada. La temporada 1918-19 jugà tres partits a la Copa d'Espanya i algun altre amistós. També jugà al Casino Español de Manila.
Posteriorment es dedicà a la professió d'actor de cinema, amb el nom de Juan Torena, esdevenint un galant de Hollywood, participant en nombroses pel·lícules. Intervingué a 36 pel·lícules, entre elles Sombras habaneras (1929), Guerrillers a les Filipines (1950) amb Tyrone Power i Astucia de mujer (1952) amb Barbara Stanwyck. A més fou conegut per la seva agitada vida sentimental. Se'l relacionà sentimentalment amb Myrna Loy i es casà amb la també actriu Natalie Moorhead.
Resident a Califòrnia, aconseguí la plena ciutadania estatunidenca l'any 1954.